# Onychogomphus
Onychogomphus è un genere di insetti appartenente alla famiglia Gomphidae.

## Specie
Onychogomphus presenta diverse specie:
- Onychogomphus acinaces Laidlaw, 1922
- Onychogomphus aequistylus Selys, 1892
- Onychogomphus annularis Selys, 1894
- Onychogomphus assimilis Schneider, 1845
- Onychogomphus banteng Lieftinck, 1929
- Onychogomphus boudoti Ferreira, Velo-Anton., Brochard, Vieira, Celio Alves, Thompson, Watts & Brito 2014
- Onychogomphus bwambae Pinhey, 1961
- Onychogomphus cacharicus Martin, 1904
- Onychogomphus castor Lieftinck, 1941
- Onychogomphus cazuma 2020
- Onychogomphus choui Chao & Liu, 1989
- Onychogomphus costae Selys, 1885
- Onychogomphus dingavani Fraser, 1924
- Onychogomphus emiliae Legrand, 1992
- Onychogomphus flavifrons Selys, 1894
- Onychogomphus flexuosus Schneider, 1845
- Onychogomphus forcipatus Linnaeus, 1758
- Onychogomphus grammicus Rambur, 1842
- Onychogomphus kerri Fraser, 1933
- Onychogomphus kitchingmani Pinhey, 1961
- Onychogomphus lefebvrii Rambur, 1842
- Onychogomphus maclachlani Selys, 1894
- Onychogomphus macrodon Selys, 1887
- Onychogomphus maculivertex Selys, 1891
- Onychogomphus malabarensis Fraser, 1924
- Onychogomphus meghalayanus Lahiri, 1987
- Onychogomphus nigrescens Pinhey, 1952
- Onychogomphus nilgiriensis Fraser, 1922
- Onychogomphus perplexus Lieftinck, 1935
- Onychogomphus pilosus Martin, 1911
- Onychogomphus pollux Lieftinck, 1941
- Onychogomphus procteri Chao, 1954
- Onychogomphus rappardi Lieftinck, 1937
- Onychogomphus ridens Needham, 1930
- Onychogomphus risi Fraser, 1922
- Onychogomphus rossi Pinhey, 1966
- Onychogomphus saundersii Selys, 1854
- Onychogomphus schmidti Fraser, 1937
- Onychogomphus serrulatus Baumann, 1898
- Onychogomphus seydeli Schouteden, 1934
- Onychogomphus styx Pinhey, 1961
- Onychogomphus supinus Selys, 1854
- Onychogomphus thienemanni Schmidt, 1934
- Onychogomphus treadawayi Müller & Hämäläinen, 1993
- Onychogomphus uncatus Charpentier, 1840
- Onychogomphus vadoni Paulian, 1961
- Onychogomphus viridicostus Oguma, 1926